# 54-та паралель південної широти
54-та паралель південної широти — лінія широти, що лежить на 54 градуси південніше земної екваторіальної площини. Вона проходить через Атлантичний океан, Індійський океан, Тихий океан та Південну Америку.
На цій широті під час літнього сонцестояння сонце видно 17 годин 19 хвилин, а під час зимового сонцестояння — 7 годин 22 хвилини.

## Список географічних об'єктів, що перетинає 54° пд. ш.
Починаючи з Гринвіцького меридіану та рухаючись на схід, 54-та паралель південної широти проходить через:
| Координати                                                  | Країна, територія або море                       | Примітки                                                                      |
| ----------------------------------------------------------- | ------------------------------------------------ | ----------------------------------------------------------------------------- |
| 54°0′ пд. ш. 0°0′ сх. д. / 54.000° пд. ш. 0.000° сх. д.     | Атлантичний океан                                | Проходить північніше острова Буве, Норвегія                                   |
| 54°0′ пд. ш. 20°0′ сх. д. / 54.000° пд. ш. 20.000° сх. д.   | Індійський океан                                 | Проходить північніше острова Маккуорі, Австралія                              |
| 54°0′ пд. ш. 147°0′ сх. д. / 54.000° пд. ш. 147.000° сх. д. | Тихий океан                                      |                                                                               |
| 54°0′ пд. ш. 73°9′ зх. д. / 54.000° пд. ш. 73.150° зх. д.   | Чилі                                             | Магальянес — проходить через острови Святої Інеси, Кларенс[en] та Арасена[en] |
| 54°0′ пд. ш. 71°16′ зх. д. / 54.000° пд. ш. 71.267° зх. д.  | Магелланова протока                              |                                                                               |
| 54°0′ пд. ш. 70°52′ зх. д. / 54.000° пд. ш. 70.867° зх. д.  | Чилі                                             | Магальянес — проходить через острів Доусон[en]                                |
| 54°0′ пд. ш. 70°20′ зх. д. / 54.000° пд. ш. 70.333° зх. д.  | Протока Вайтсайд[en]                             |                                                                               |
| 54°0′ пд. ш. 70°5′ зх. д. / 54.000° пд. ш. 70.083° зх. д.   | Чилі                                             | Магальянес — проходить через Вогняну Землю                                    |
| 54°0′ пд. ш. 68°37′ зх. д. / 54.000° пд. ш. 68.617° зх. д.  | Аргентина                                        | Вогняна Земля — проходить через Вогняну Землю                                 |
| 54°0′ пд. ш. 67°24′ зх. д. / 54.000° пд. ш. 67.400° зх. д.  | Атлантичний океан                                |                                                                               |
| 54°0′ пд. ш. 38°12′ зх. д. / 54.000° пд. ш. 38.200° зх. д.  | Південна Джорджія та Південні Сандвічеві Острови | Проходить через острови Вілліс[en], Берд та Південна Джорджія                 |
| 54°0′ пд. ш. 37°23′ зх. д. / 54.000° пд. ш. 37.383° зх. д.  | Атлантичний океан                                |                                                                               |